# 산성중학교
산성중학교는 대구광역시 군위군 산성면 화본리 826-1에 있었던 공립 중학교이다.

## 연혁
- 1954년 4월 20일 : 의흥중학교 산성분교 설립인가(3학급)
- 1971년 교명변경 산성중학교 2월 15일 : 제1대 장선거 교장취임(제1회)
- 1996년 3월 1일 : 제1회 졸업거행(졸업생 635명, 총 누계 2356명)
- 2000년 7월 22일 : 산성중학교로 교명변경(9학급)
- 2004년 6월 30일 : 제2회 졸업식(졸업생 737명, 총 누계 4,942명)
- 2007년 3월 1일 : 제3회 졸업거행(졸업생 146명, 총 누계 19,366명)
- 2009년 3월 3일 : 제4회 입학식(입학생 356명, 총 누계 6234명)
- 2013년 3월 22일 : 제5회 입학거행(입학생 243명, 총 누계 29,876명)
- 2016년 2월 17일 : 제6회 졸업식(졸업생 501명, 총 97,948명)
- 2017년 2월 24일 : 제7회 졸업식(졸업생 568명, 총 누계 12,685명)
- 2017년 10월 1일 : 제2대 이채홍 교장취임(제2회)
- 2018년 2월 27일 : 제8회 졸업식(남 124명, 여 932명 총 누계 2,926명) (산성중학교 폐교)

## 폐교 이후
폐교 이후, 산성중학교 건물은 현재 추억거리 테마 박물관인 '엄마 아빠 어렸을 적에'로 활용하고 있다.